# 아랍 반란
아랍 반란(아랍어: الثورة العربية) 또는 대아랍 봉기(아랍어: الثورة العربية الكبرى)는 제1차 세계 대전 중 중동 전구에서 오스만 제국에 맞서 하심가에 복종하는 헤자즈 지역의 아랍인들이 일으킨 반란이다.
영국의 헨리 맥마흔과 헤자즈 왕국의 후세인 빈 알리가 교환한 서신인 후세인-맥마흔 서한에 기초하여 1916년 6월 10일 메카에서 오스만 제국의 지배에 대한 반란이 공식적으로 시작되었다. 아랍 반군의 주요 목표는 영국 정부가 승인하기로 약속한 알레포에서 아덴에 이르는 독립적이고 통일된 아랍 국가를 수립하는 것이었다.
후세인과 하심가가 이끄는 샤리프군은 영국군 소속 이집트 원정군의 지원을 받아 헤자즈와 트란스요르단 대부분에서 오스만 군대와 전투를 벌여 성공적으로 이들을 몰아냈다. 1918년까지 반군은 다마스쿠스를 점령하고 후세인의 아들 파이살이 이끄는 시리아 아랍 왕국을 선포하였다.
영국은 프랑스 제3공화국과 사이크스-피코 협정을 비밀리에 체결한 후, 아랍인의 단일 아랍 국가 설립을 지원하겠다는 약속을 철회했다. 대신, 중동에 있는 아랍인이 다수 거주하는 옛 오스만 제국의 영토는 여러 국제연맹 위임통치령으로 분할되어 영국과 프랑스가 공동으로 통제하게 되었다. 이후 1918년 11월 토머스 에드워드 로렌스의 샤리프 계획에 따라 아랍인들에게도 일정 부분 행정을 양도했다. 이후 시리아 아랍 왕국은 1920년 시리아-프랑스 전쟁으로 멸망하였고, 이후 아랍 단일 국가 구상은 여러 차례 분쟁과 협정을 통해 실현되지 못했다.

## 배경
오스만 제국에서 민족주의의 부상은 최소한 1821년부터 시작된다. 아랍 민족주의는 마슈리크(이집트 동쪽의 아랍 지역), 특히 레반트 지역 국가들에 그 뿌리를 두고 있다. 제1차 세계 대전 이전의 아랍 민족주의자들의 정치적 성향은 일반적으로 온건했다. 그들의 요구는 개혁적 성격을 띠었고, 일반적으로 자치, 교육에서 아랍어 사용 확대, 그리고 평시 징병제 변경으로 오스만 제국군에서 아랍 병사들이 지역 방위 업무를 수행할 수 있도록 허용하는 것에 한정되었다.
청년 튀르크당 혁명은 1908년 7월 3일에 시작되어 제국 전역으로 빠르게 확산되었다. 그 결과, 술탄 압뒬하미트 2세는 1876년 헌법의 복원과 오스만 제국 의회의 재소집을 발표할 수밖에 없었다. 이 시기는 제2입헌기로 알려져 있다. 1908년 선거에서 청년 튀르크당의 통일진보위원회(CUP)는 메흐메드 사바하딘이 이끄는 평화협치당을 상대로 우위를 점하는 데 성공했다.
청년 튀르크당은 범이슬람주의, 오스만주의, 범튀르크주의가 혼합된 메시지를 전파했으며, 상황에 따라 조정되었다. 근본적으로 통일진보위원회(CUP)는 튀르크인들이 오스만 제국 내에서 지배적인 집단이 되기를 원했던 튀르크 민족주의자들이었으며, 이는 아랍 지도자들을 적대시하게 하고 그들 역시 유사한 민족주의적 관점으로 생각하게 만들었다.
1913년, 마슈리크의 지식인들과 정치인들이 파리에서 제1차 아랍 회의에 모였다. 그들은 오스만 제국 내에서 더 큰 자치와 평등을 요구하는 일련의 요구 사항을 제시했다. 여기에는 아랍 지역의 초등 및 중등 교육을 아랍어로 실시할 것, 평시의 아랍인 징집병들이 자신의 고향 지역 근처에서 복무할 것, 그리고 오스만 제국 내각에 최소한 세 명의 아랍인 장관을 임명할 것이 포함되었다.

## 군대
아랍 반란에 참여한 아랍 군대는 약 5,000명의 병력으로 추정된다. 그러나 이 숫자는 에드먼드 앨런비의 이집트 원정군과 함께 시나이-팔레스타인 전역에서 싸운 아랍 정규군에 해당하며, T. E. 로렌스와 파이살의 지휘하에 있는 비정규군을 포함하지 않는다. 몇몇 경우, 특히 시리아로의 최종 전역 동안 이 숫자는 크게 증가했다. 카이로에 있는 영국 아랍국은 반란이 오스만 제국과 아랍 지역 전역의 모든 아랍인들의 지지를 끌어낼 것이라고 믿었다. 파이살과 샤리프 후세인은 100,000명의 아랍 군대가 합류할 것으로 기대했다고 전해진다. 그러나 대규모 탈영은 일어나지 않았고, 대부분의 아랍 장교들은 끝까지 오스만 제국에 충성했다. 많은 아랍인들이 반란에 가담한 것은 드문 일이었으며, 종종 전역이 진행 중이거나 전투가 그들의 고향 지역에 발생했을 때에만 참여했다. 대표적인 예로, 아크바 전투의 경우 전투 초기에 참여한 아랍 부족은 몇 백명이었지만 전투 말기에 병력은 몇 천 명으로 증가했다. 1918년 말이 되면 셰리프군은 수 천 명의 정규군과 수 만명의 게릴라 부대로 구성되어 있었다.
하심가 군대는 두 가지 뚜렷한 세력으로 구성되었다. 하나는 오스만 제국을 상대로 게릴라전을 벌인 부족 비정규군이고, 다른 하나는 오스만 제국의 아랍인 포로들로부터 모집되어 정규 전투를 벌인 샤리프 군대였다. 하심가의 군대는 초기에는 장비가 열악했지만, 이후 영국과 프랑스로부터 상당량의 무기, 특히 소총과 기관총을 지원받았다. 반란 초기에는 파이살의 군대는 대부분 베두인과 다른 유목민 부족으로 구성되어 있었으며, 이들은 전체적인 목적보다는 자신들의 부족에 더 충성심을 갖고 있었다. 파이살은 오스만 군대에 복무하던 아랍 병사들을 반란에 참여하도록 설득할 수 있을 것으로 희망했지만, 오스만 정부는 대부분의 아랍 병사들을 전쟁의 서쪽 전선으로 파견했으며, 그 결과 반란군에는 나중에까지 소수의 탈영병만 합류했다.
제1차 세계 대전이 발발했을 때, 아랍 징집병이 오스만 군대 3백만 명 중 약 30%를 차지하였으며, 최하위부터 최상위까지 모든 계급에서 복무하며 오스만 군대의 핵심 요소를 구성하였다. 1917년까지 헤자즈에 주둔한 오스만군은 2만 명으로 추산되었다. 1916년 6월 아랍 반란이 발발했 때, 제7군단은 헤자즈에 주둔하고 있었으며, 알리 네지브 파샤 대령이 지휘하는 제58보병사단과 헤자즈 철도의 안전을 담당했던 메흐메드 제말 파샤 장군이 이끄는 제1지방군, 그리고 파크리 파샤 장군이 지휘하는 헤자즈 원정군(투르크어: Hicaz Kuvve-i Seferiyesi)이 제4군에 합류할 예정이었다 헤자즈 철도에 대한 공격이 증가함에 따라, 1917년까지 제2지방군이 만들어졌다. 오스만군에는 수많은 아랍 부대가 포함되어 있었으며, 이 부대들은 술탄 겸 칼리프에게 충성을 지켜 협력국에 대항하였다.
오스만 군대는 처음에는 현대 독일 무기로 잘 무장되어 있어 하심가 군대보다 우위를 점했다. 또한, 오스만 군대는 오스만 항공대대, 독일에서 온 항공대대, 오스만 헌병대(또는 자프티)의 지원을 받았다.  게다가 오스만 군대는 지금의 사우디아라비아 북부를 지배하고 있던 자발 샴마르 토후국의 사우드 빈 압둘아지즈 알 라시드의 지원을 받았으며, 그의 부족들은 하심가와 사우디 군대를 위협하는 기습 공격으로 그들을 묶어두었다.

## 같이 보기
- 범아랍주의

## 참조

### 참고 자료
1. ↑  “T.E. Lawrence on guerrilla warfare | Britannica”. 《www.britannica.com》 (영어). 2022년 4월 1일에 확인함.
2. 1 2  Murphy, p. 26.
3. ↑  Mehmet Bahadir Dördüncü, Mecca-Medina: the Yıldız albums of Sultan Abdülhamid II, Tughra Books, 2006, ISBN 1-59784-054-8, page 29.
4. ↑  Military Intelligence and the Arab Revolt: The first modern intelligence war, Polly a. Mohs, ISBN 1-134-19254-1, Routledge, p. 41.
5. ↑  Erickson 2001, p. 238, Appendix F.
6. ↑  War Office (1922). 《Statistics of the military effort of the British Empire during the Great War, 1914–1920》. London H.M. Stationery Office. 633쪽.
7. ↑  Parnell, p. 75
8. ↑  Süleyman Beyoğlu, The end broken point of Turkish-Arabian relations: The evacuation of Medine, Atatürk Atatürk Research Centre Journal (Number 78, Edition: XXVI, November 2010) (Turkish)
9. ↑  Matthew Hughes (2013). 《Allenby and British Strategy in the Middle East, 1917-1919》. Routledge. 73쪽. ISBN 978-0-7146-4473-8.
10. ↑  The Arab Movements in World War I, Eliezer Tauber, Routledge, 2014 ISBN 978-1135199784 pp. 80–81
11. ↑  McMahon, Henry; bin Ali, Hussein (1939), 《Cmd.5957; Correspondence between Sir Henry McMahon, G.C.M.G., His Majesty's High Commissioner at. Cairo and the Sherif Hussein of Mecca, July, 1915–March, 1916 (with map)》 (PDF), HMG
12. ↑  Sykes and Picot (1916). 《Arab Question; Sykes and Georges-Picot, Memorandum, not dated (known from other sources as 3 January 1916), and Nicolson, covering letter, 5 January 1916 (F.O. 371/2767/2522)》. UK Foreign Office  – 위키문헌 경유.
13. ↑  Macmunn & Falls 1930, 606–607쪽.
14. ↑  Paris 2003, 48쪽.
15. ↑  Zeine N. Zeine (1973) The Emergence of Arab Nationalism (3rd ed.). Delmar, New York: Caravan Books Inc. ISBN 0882060007. pp. 60–61, 83–92.
16. ↑  Cleveland, William (2013). 《A History of the Modern Middle East》. Boulder, Colorado: Westview Press. 79쪽. ISBN 978-0813340487.
17. ↑  “Meclis-i Mebusan (Mebuslar Meclisi)”. Tarihi Olaylar. 2021년 2월 25일에 원본 문서에서 보존된 문서. 2024년 6월 6일에 확인함.
18. ↑  “Meclis-i Mebusan nedir? Ne zaman kurulmuştur?”. Sabah. 2017년 1월 19일.
19. ↑  Myron E. Weiner, Ergun Özbudun (1987) Competitive Elections in Developing Countries, Duke University Press, p334
20. ↑  Zeine, pp. 79–82.
21. ↑  Zeine, pp. 91–93.
22. ↑  Murphy, p. 34.
23. ↑  “Who Was Lawrence Of Arabia?”. 《Imperial War Museums》 (영어). 2022년 11월 5일에 확인함.
24. 1 2  Deringil, Selim (2019년 6월 3일). 《The Ottoman Twilight in the Arab Lands: Turkish Memoirs and Testimonies of the Great War》 (영어). Academic Studies PRess. ISBN 978-1-64469-090-1.
25. 1 2  Provence, Michael. “Arab Officers in the Ottoman Army”. 《1914-1918-online. International Encyclopedia of the First World War》.
26. ↑  Fromkin, David (2010년 8월 3일). 《A Peace to End All Peace: The Fall of the Ottoman Empire and the Creation of the Modern Middle East》 (영어). Henry Holt and Company. ISBN 978-1-4299-8852-0.
27. ↑  Murphy, pp. 20–21.
28. ↑  Tucker 2005, 115쪽
29. ↑  Tauber, Eliezer.  The Arab Movements in World War I.  London: Cass, 1993.
30. ↑  Murphy, pp. 20–23.
31. ↑  Murphy, pp. 21–22.
32. ↑  Murphy, p. 21.
33. 1 2 3 4 5 6  Murphy, p. 24.
34. ↑  뉴욕 대학교. Hagop Kevorkian center, Near eastern studies. World War I and the Middle East. Oct 24-25, 2015
35. ↑  Murphy, p. 23.
36. ↑  Murphy, p. 15.